# 威廉·退尔 (歌剧)
《威廉·退尔》（義大利語：Guglielmo Tell）是意大利作曲家焦阿基诺·罗西尼作曲的四幕歌剧，歌剧剧本由Étienne de Jouy和伊波利特·比斯用法语创作。《威廉·退尔》是根据德国剧作家弗里德里希·席勒的同名戏剧作品改编而成的，而那部戏剧作品则是根据瑞士独立英雄威廉·退尔的传说创作的。
《威廉·退尔》于1829年在巴黎的佩莱蒂耶剧院首演。这是罗西尼创作的最后一部歌剧，此后他搁笔并渡过了四十多年的人生。该歌剧的序曲——《威廉·退尔序曲》，以及歌剧尾声的《瑞士士兵进行曲》（March of the Swiss Soldiers），如今依然经常被演奏。

## 外部連結
- 《威廉·退尔》：国际乐谱典藏计划上的乐谱